# Самбава
Самбава (фр. Sambava) — город на Мадагаскаре.

## География
Расположен на северо-востоке острова, в 109 км к востоку от города Андапа и в 89 км к северу от города Анталаха. Административный центр округа Самбава в регионе Сава.

## Население
Население по данным на начало 2012 года составляет 35 150 человек; население по данным переписи 1993 года насчитывало 22 131 человек.

## Экономика и транспорт
Имеется больница. Около 45 % населения заняты в сельском хозяйстве, основными продуктами которого являются ваниль, кокосы и рис. В сфере услуг заняты 53,5 % населения, в промышленности — 0,5 %, в рыболовстве и скотоводстве также по 0,5 %. Через Самбаву проходит автомобильная дорога 5B, соединяющая города Амбилубе и Анталаха.